# 高雄市公車橘16路
高雄市公車橘16A路，由高雄客運營運。起點站為鳳山轉運站，終點站為仁武高中。

高雄市公車橘16B路，由高雄客運營運。起點站為鳳山轉運站，終點站為大社區公所，本路線例假日停駛。

## 歷史
- 2014年2月10日：本路線開通行駛，由統聯客運營運，為該公司於高雄市新闢的第三條公車路線。[3][4]
- 2015年7月1日：部分班次延駛至大社區公所。[5]
- 2015年12月1日：返程站從仁武區公所改為仁武高中。
- 2018年10月14日：配合高雄市區鐵路地下化計畫鳳山車站改建為地下化車站，起點延駛至台鐵鳳山站。
- 2019年10月26日：配合維新陸橋拆除，將起點改為鳳山轉運站（捷運大東站），並取消停靠北門站。
- 2021年2月20日：改由港都客運代駛。
- 2021年3月1日：港都客運正式接駛。
- 2025年8月18日：改由高雄客運行駛。[6]

## 路線基本資料
全程行車里數約14.7公里，行車時間約33分。

### 服務時間及班次
- 鳳山轉運站發車：06：00－22：20、假日:06：20－22：20。尖峰20－40分鐘一班，離峰60分鐘一班
- 仁武區公所發車：06：50－23：00、假日:07：00－23：00
- 大社區公所發車：07：15－17：40，共六班次、假日停駛。
- 因每週二17：00後有夜市，鳥松站(往南)暫停停靠。
- 因每週五17：00後有夜市，仁和南街、通法寺站暫停停靠。

## 停站
參見右側路線圖